# Lechrain

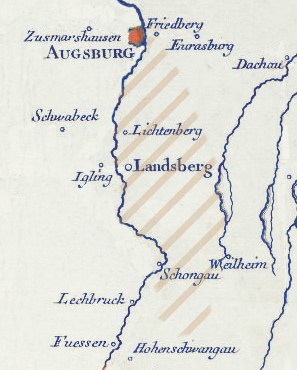
Ungefähre Lage des Lechrains (Schraffur)

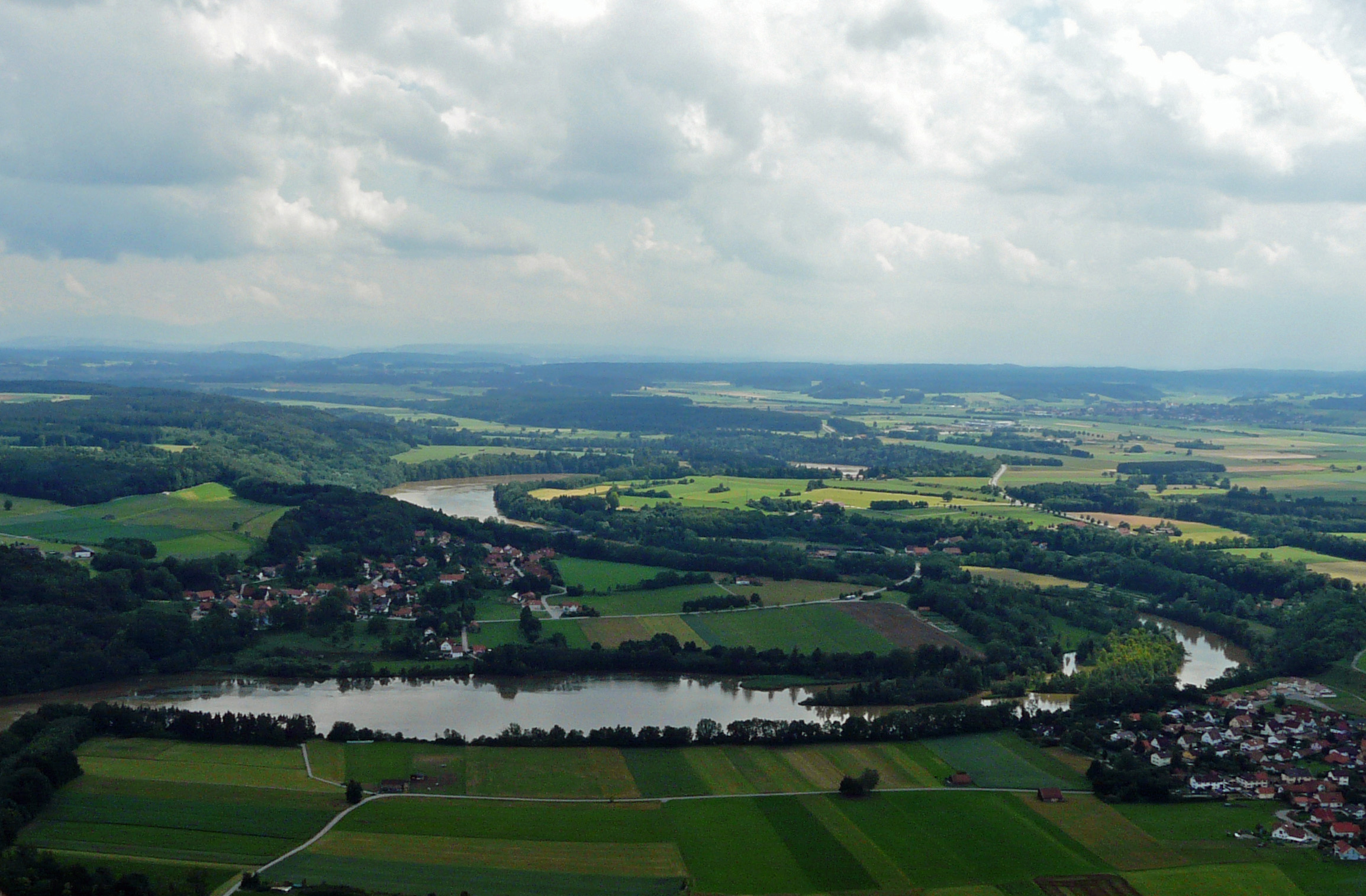
Lechrain bei Mundraching

Mit Lechrain wird die Region zwischen Rain am Lech und den Alpen entlang des Lechs bezeichnet, wobei der Schwerpunkt der Gegend östlich des Flusses liegt. Prägendes Element des Lechrains ist das durch die Grenzlage entstandene Zusammentreffen bairischer und schwäbischer Einflüsse. Ein typisches Merkmal ist der Lechrainer Dialekt, der neben schwäbischen und bairischen Sprachmerkmalen mittelhochdeutsche Relikte aufweist.

## Geografie
Der Lechrain erstreckt sich als bis zu 20 km breiter Streifen zwischen Rain am Lech und dem Ammergebirge am Lech entlang. Eine genaue Begrenzung existiert nicht, der Übergang zu benachbarten Landschaften ist fließend. Allgemein werden jedoch der größte Teil des Landkreises Landsberg am Lech, der südliche Teil des Altlandkreises Friedberg und Teile des Altlandkreises Schongau zum Lechrain gezählt. Nach anderer Einteilung wird zwischen einem Unteren Lechrain (von Rain am Lech bis Rehling), einem Mittleren Lechrain (Mittelpunkt Landsberg am Lech) und dem Oberen Lechrain (von Rottenbuch bis zur Wieskirche) unterschieden.
Der Lechrain ist Teil des nördlichen Alpenvorlandes. Er umfasst Jungmoränenlandschaft im Süden,  Altmoränenlandschaft in der Mitte und Schotterplatten im Norden. Zum Lechrain gehören auch Teile des Pfaffenwinkels.
Politische Gemeinden des Lechrain:
- Städte (Lech-abwärts): Schongau, Landsberg am Lech, Friedberg, Rain am Lech
- sonstige Gemeinden: Affing, Aindling, Altenstadt, Althegnenberg, Apfeldorf, Denklingen, Dießen am Ammersee, Egling, Fuchstal, Hofstetten, Hohenfurch, Holzheim, Kaufering, Kinsau, Kissing, Lechbruck, Merching, Mering, Münster (Lech), Peiting, Penzing, Prittriching, Pürgen, Rehling, Reichling, Rott, Scheuring, Schmiechen, Schwifting, Steindorf, Steingaden, Thaining, Thierhaupten, Unterdießen, Vilgertshofen, Weil, Wessobrunn

## Begriffsgeschichte
Bereits der Name „Lechrain“ verdeutlicht die alte Grenzfunktion dieser Region zwischen Baiern und Schwaben – Rain aus ahd. rein = Grenze, Waldrand.
Der Ausdruck „Lechrayner“ (latinisiert Lycatii) taucht erstmals 1550 in der Kosmografie des Sebastian Münster als Bezeichnung für die Bevölkerung zwischen Lech, Ammer und Amper auf. Schon damals muss die Besonderheit dieser Grenzgegend hinsichtlich Sprache und Gebräuchen augenfällig gewesen sein.
1765 bringt der kurfürstliche Hof- und Bergrat Johann Georg von Lori eine Urkundensammlung als Geschichte des Lechrains heraus, die allerdings das gesamte Land am Lech von Füssen bis zur Mündung miteinschließt.
Die weitreichendste Beachtung als regionale Landschaftsbezeichnung fand der Lechrain durch die 1855 erschienene volkskundliche Dokumentation Aus dem Lechrain von Karl Freiherr von Leoprechting. Die Schilderung von bäuerlichem Brauchtum und Volksglauben gilt bis heute als klassisches Werk der Volkskunde.
Heute ist vor allem die alteingesessene Bevölkerung Träger eines speziellen „lechrainischen“ Sonderbewusstseins. Daneben führen zahlreiche Vereine, aber auch kulturelle Einrichtungen und Unternehmen den Lechrain in ihrem Namen. Trotz des schleichenden Rückzugs der regionalen Eigenheiten in Sprache und Brauchtum kann der Lechrain damit weiterhin als kulturell und historisch besonders geprägte Landschaft wahrgenommen und von den umgebenden Regionen (Allgäu, Oberland) abgegrenzt werden.

## Politische Geschichte
Der Lechrain wurde um 15 nach Christus durch die Römer von den keltischen Likatiern erobert und wurde Teil Provinz Rätien. Nach dem Rückzug der Römer um 476 nach Christus, besiedelten vor allem Alamannen und teils Bajuwaren den Raum. Die Zugehörigkeit des Großteils des Lechrains zum Herzogtum Baiern geht auf die Konradinische Schenkung zurück, als der letzte Staufer Konradin seinem ehemaligen Verbündeten Herzog Ludwig II. von Bayern im Jahr 1268 zur Begleichung von Schulden einen Großteil seiner Besitzansprüche als Herzog von Schwaben verpfänden musste. Die Wittelsbacher richten nach der Übernahme im 13. Jahrhundert hier die Landgerichte Landsberg, Friedberg, Mering und Schongau ein.
Davon unberührt ist der Lechrain allerdings bis heute fast vollständig Teil des schwäbischen Bistums Augsburg.
Als Grenzstädte nach Schwaben hin kommen Landsberg, Friedberg und Schongau in den Genuss zahlreicher herzoglicher Privilegien, die zeitweise zu beachtlichem Wohlstand führen. Auf der anderen Seite war vor allem Friedberg immer wieder Opfer der beständigen Auseinandersetzungen zwischen Baiern und der wohlhabenden Reichsstadt Augsburg.
Mit der 1803/1806 erfolgten Eingliederung Augsburgs und Ostschwabens in das spätere Königreich Bayern verliert der Lechrain seine Grenzfunktion in politischer Hinsicht – mental ist sie bis heute lebendig geblieben.
In den 1860ern erregten die Rasso-Räuber überregionales Aufsehen.
Nach den Verwaltungsreformen des 19. und 20. Jahrhunderts gehört der Großteil des Lechrains heute zum oberbayerischen Landkreis Landsberg am Lech. Schongau und Umgebung liegen im ebenfalls oberbayerischen Landkreis Weilheim-Schongau. Dagegen kam der Altlandkreis Friedberg 1944 nach Schwaben, wo er 1972 im neuen Landkreis Aichach-Friedberg aufging. Der Untere Lechrain liegt überwiegend im Landkreis Aichach-Friedberg und im Landkreis Donau-Ries, um Thierhaupten ein Teil auch im Landkreis Augsburg.